# کلمان شوریه
کلمان شوریه (فرانسوی: Clément Chevrier‎؛ زادهٔ ۲۹ ژوئن ۱۹۹۲) دوچرخه‌سوار اهل فرانسه است.
از باشگاه‌هایی که در آن رکاب زده‌است می‌توان به آی‌ای‌ام سایکلینگ، تیم ترک-سگافردو، و آژ۲آر لا موندیال اشاره کرد.